# Googerpolder
De Googer polder is een polder in de Nederlandse provincie Zuid-Holland, in de gemeente Kaag en Braassem. De polder ligt ingeklemd tussen de plaatsen Oude Wetering, Nieuwe Wetering, Roelofarendsveen en het zuidelijkste deel van de ringvaart van de Haarlemmermeerpolder. De polder wordt in noord-zuid-richting doorsneden door de A4 en door de Hogesnelheidslijn Schiphol - Antwerpen en is voor het grootste deel bebouwd, o.m. met veel glastuinbouw (kassen).
De polder was ooit een zelfstandig  waterschap. Van 1647-1717 was het bestuur gecombineerd met de Groote Veender en Lijkerpolders (later de Drooggemaakte Veender en Lijkerpolder. De polder werd pas in 1715 echt bedijkt en drooggemaakt. De Googermolen uit 1717 bemaalt al bijna 300 jaar deze polder.
Het waterschap was verantwoordelijk voor de vervening, drooglegging en later de waterhuishouding in de Googer polder. Het waterstaatkundig beheer valt momenteel onder verantwoordelijkheid van het Hoogheemraadschap van Rijnland. 

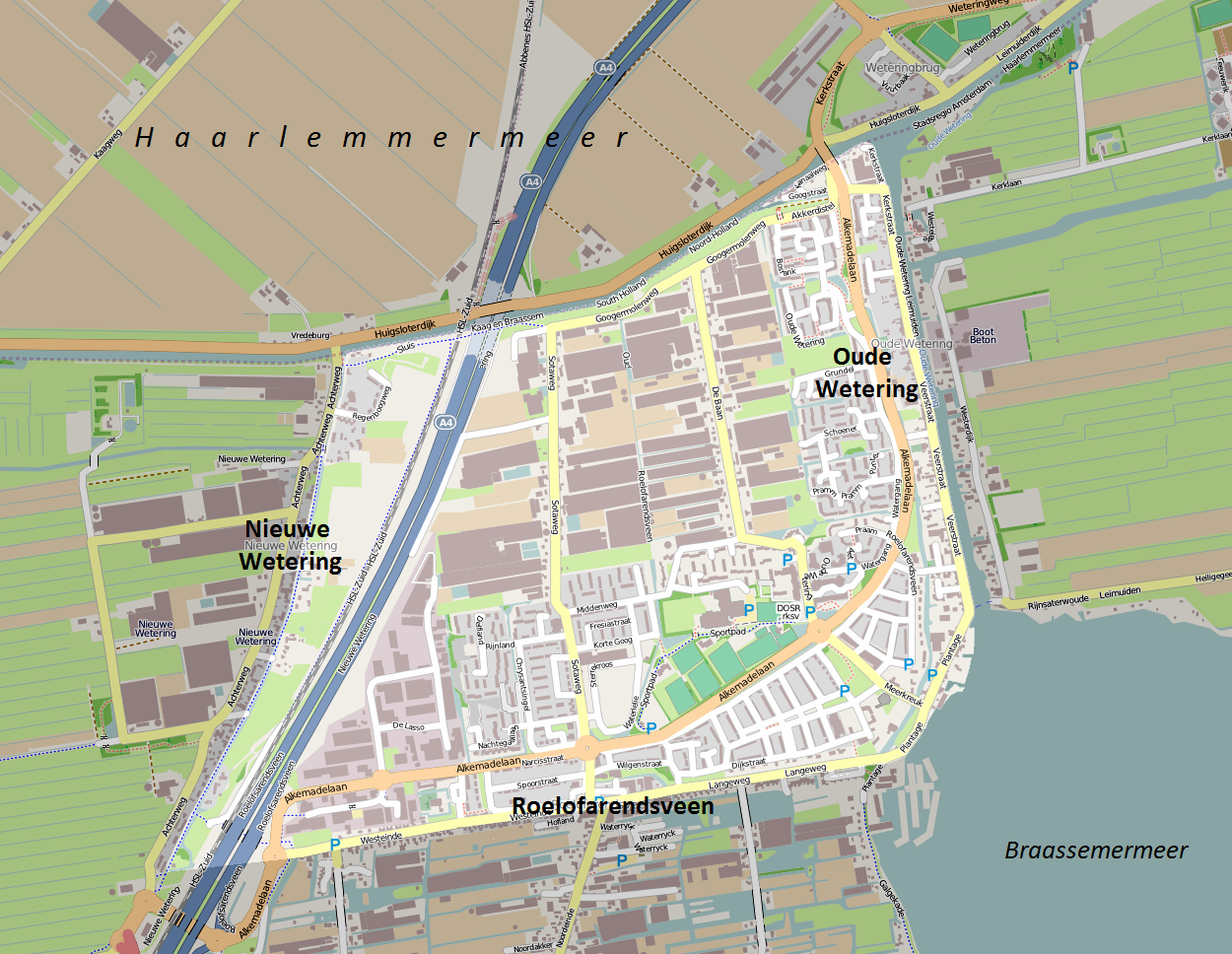
De Googerpolder in 2011

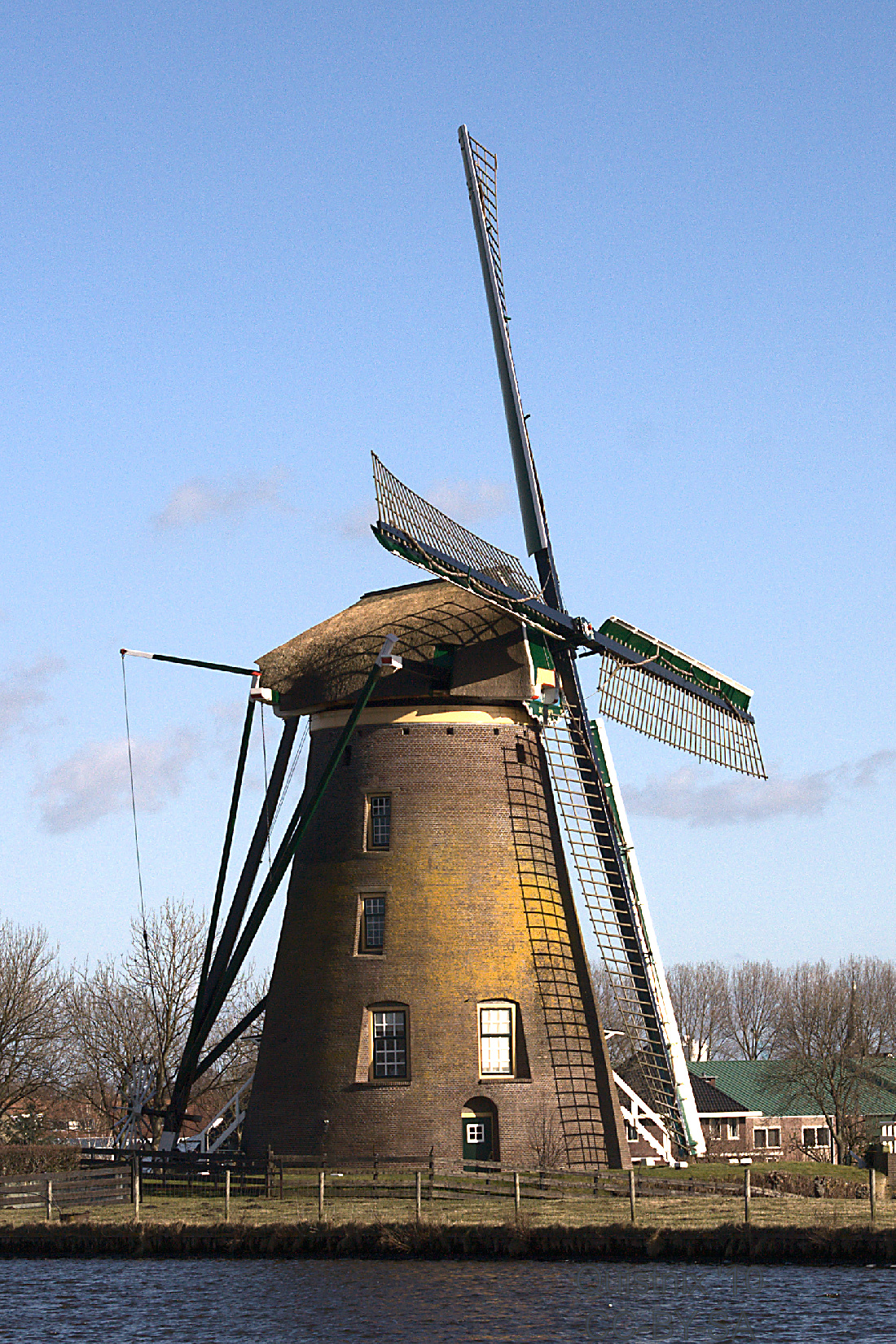
De Googermolen